# Defileul Jiului
Defileul Jiului este o arie protejată (sit de importanță comunitară — SCI) din România, desemnată în scopul protejării biodiversității și menținerii într-o stare de conservare favorabilă a florei spontane și faunei sălbatice, precum și a habitatelor naturale de interes comunitar aflate în arealul zonei de protecție. Aceasta se întinde pe o suprafață de 10.927,1 ha, integral pe uscat.

## Localizare
Situl se întinde pe teritoriile administrative ale județelor Gorj (Bumbești-Jiu, Schela) și Hunedoara (Aninoasa, Petroșani, Vulcan). Centrul sitului Defileul Jiului este situat la coordonatele 45°16′24″N 23°22′26″E / 45.273222°N 23.373914°E.

## Înființare
Situl Defileul Jiului (ROSCI0063) a fost declarat sit de importanță comunitară în decembrie 2007 pentru a proteja 2 specii de plante și 27 de specii de animale. Acesta include ariile naturale Parcul Național Defileul Jiului, Sfinxul Lainicilor și Stâncile Rafailă.

## Biodiversitate
Situată în ecoregiunile alpină și continentală, aria protejată conține 22 de habitate naturale: Râuri de munte și vegetația erbacee de pe malurile acestora, Râuri de munte și vegetația lor lemnoasă cu Myricaria germanica, Râuri de munte și vegetația lor lemnoasă cu Salix elaeagnos, Pajiști alpine și boreale, Fânețe de joasă altitudine (Alopecurus pratensis, Sanguisorba officinalis), Izvoare petrifiante cu formare de travertin (Cratoneurion), Pante stâncoase silicioase cu vegetație casmofită, Păduri de fag Luzulo-Fagetum, Păduri de fag Asperulo-Fagetum, Păduri de fag din Europa Centrală dezvoltate pe sol calcaros cu Cephalanthero-Fagion, Păduri de stejar și carpen Galio-Carpinetum, Păduri pe pante, grohotișuri și ravene de Tilio-Acerion, Păduri aluvionare cu Alnus glutinosa și Fraxinus excelsior (Alno-Padion, Alnion incanae, Salicion albae), Păduri ilirice de stejar și carpen (Erythronio-Carpinion), Păduri de fag dacice (Symphyto-Fagion), Păduri de stejar și de carpen dacice, Păduri acidofile de Picea de la nivel montan la nivel alpin (Vaccinio-Piceetea), Tufărișuri subcontinentale peripanonice, Pajiști panonice carstice (Stipo-Festucetalia pallentis), Formațiuni ierboase bogate în specii de Nardus, dezvoltate pe substraturi silicioase în zone montane (și în zone submontane, în Europa continentală), Pajiști cu Molinia pe soluri calcaroase, turboase sau argilos-nămoloase (Molinion caeruleae), Liziere de ierburi înalte hidrofile de câmpie și de nivel montan până la alpin.
La baza desemnării sitului se află mai multe specii protejate:
- plante (2): Campanula serrata, Tozzia carpathica
- amfibieni (2): izvoraș-cu-burta-galbenă (Bombina variegata), triton cu creastă (Triturus cristatus)
- mamifere (10): liliac cârn (Barbastella barbastellus), lupul (Canis lupus), vidră de râu (Lutra lutra), râs eurasiatic (Lynx lynx), liliac cu aripi lungi (Miniopterus schreibersii), liliac cu urechi de șoarece (Myotis blythii), liliac comun (Myotis myotis), liliacul mare cu potcoavă (Rhinolophus ferrumequinum), liliacul mic cu potcoavă (Rhinolophus hipposideros), urs brun (Ursus arctos)
- nevertebrate (12): Austropotamobius torrentium, Carabus variolosus, croitorul mare al stejarului (Cerambyx cerdo), Chilostoma banaticum, Cucujus cinnaberinus, Euplagia quadripunctaria, rădașcă (Lucanus cervus), Morimus asper funereus, Osmoderma eremita Complex, Pholidoptera transsylvanica, gândacul de apă (Rhysodes sulcatus), Rosalia alpina
- pești (3): Barbus balcanicus, porcușor de vad (Romanogobio uranoscopus), câră (Sabanejewia balcanica)

Pe lângă speciile protejate, pe teritoriul sitului au mai fost identificate 7 specii de amfibieni, 8 specii de mamifere, 19 specii de nevertebrate, 8 specii de reptile.